# Kostel Nanebevzetí Panny Marie (Krakov)

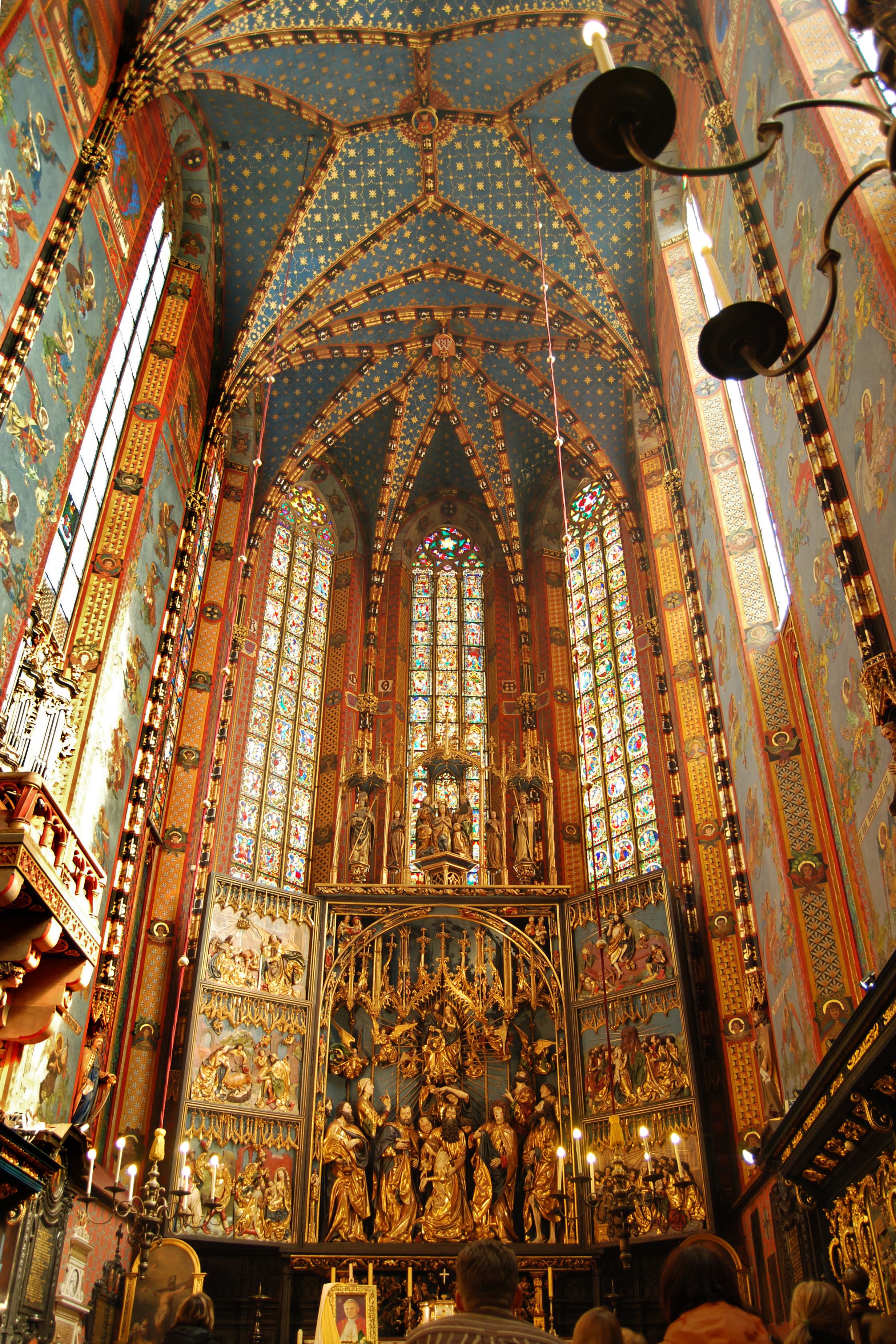
Závěr s oltářem Veita Stosse

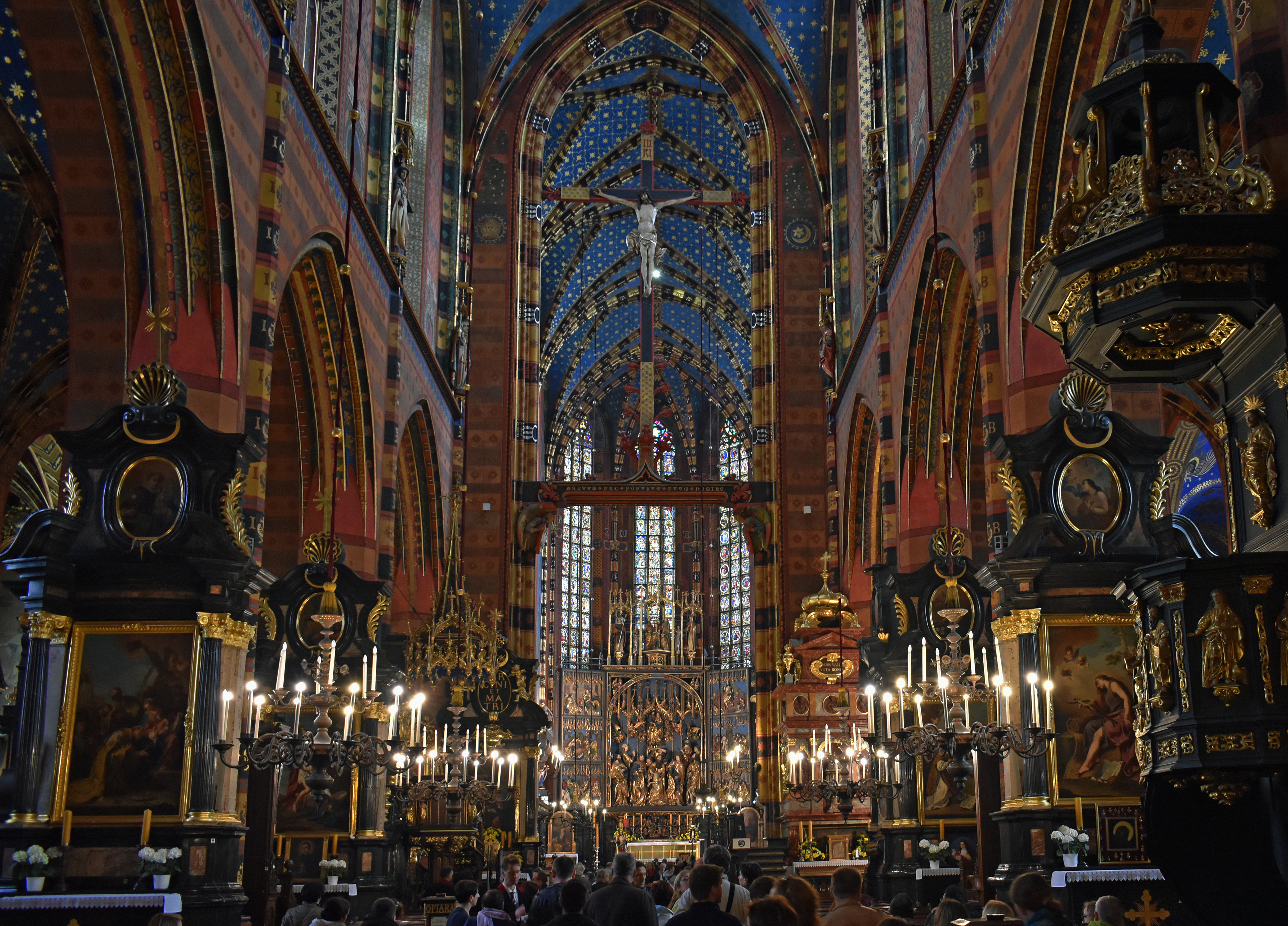
Interiér

Kostel Nanebevzetí Panny Marie, krátce Mariánský kostel (Kościół Mariacki), je hlavní farní kostel v Krakově a patří mezi symboly města. Trojlodní cihlová gotická bazilika ze 14.-15. století se dvěma věžemi v průčelí stojí ve východním rohu hlavního náměstí. Nejcennější částí vnitřního vybavení je bohatě vyřezávaný, 13 metrů vysoký oltář Veita Stosse z roku 1489. Ze severnější a vyšší věže se každou hodinu troubí tradiční melodie hejnal.

## Historie
Podle kronikáře Jana Długosze dal první kamenný románský kostel na tomto místě postavit krakovský biskup Iwo Odrowąż v letech 1221–1222, ale za tatarských vpádů kolem roku 1290 byl zničen. Na jeho troskách se vzápětí začal stavět nový, raně gotický kostel, vysvěcený roku 1320. Za krále Kazimíra III. Velikého byl v letech 1355–1365 přestavěn a rozšířen presbytář, v letech 1395–1397 byla zaklenuta loď a do roku 1400 byla okna opatřena vitrážemi. V letech 1435–1446 byly ke kostelu přistavěny kaple a byla navýšena severní věž, aby mohla sloužit jako městská hláska. V letech 1487–1489 byl v kostele postaven proslulý oltář Veita Stosse a věže dostaly charakteristické helmové střechy.
V následujících stoletích přibývaly další kaple, oltáře a bohaté vnitřní zařízení, roku 1666 byla na severní věž umístěna pozlacená koruna Panny Marie. V 18. století byl vnitřek radikálně proměněn pozdně barokním zařízením i úpravami stěn. Roku 1795 byl zrušen hřbitov za kostelem, čímž vzniklo současné Mariánské náměstí. V letech 1887–1891 byl kostel důkladně opraven a upraven v novogotickém slohu a řada kaplí nově vymalována podle návrhů slavného krakovského malíře českého původu Jana Matejka. Dne 18. dubna 2010 se v kostele konal pohřeb polského presidenta Lecha Kaczynského a jeho manželky.

## Popis

### Exteriér
Severní věž, zvaná Mariánská nebo Stražnica je čtyřhranná a 82 m vysoká, jednotlivá patra jsou zvenčí zvýrazněna římsami. Ve výšce 9. patra přechází na osmiboký půdorys se zdvojenými okny. Ve výšce 54 m je místnost trubačů, odkud se troubí Mariánský hejnal. Na věži je hodinový zvon z roku 1530 o průměru 1,65 m.
Jižní věž je vysoká 69 m a v prvním patře je renesanční kaple rodiny Kaufmannů, dílo italských mistrů, kteří pracovali na Wawelu. Věž je kryta helmou z roku 1592 s eliptickou kopulí na osmibokém tamburu s lucernou. Na věži jsou čtyři zvony. Nejstarší, o průměru 1,05 m a hmotnosti asi 0,9 t, je z doby kolem roku 1300. Další dva, Misionál (1,36 m a 1,8 tuny) a Tenebrát (1,75 m a 4 tuny) odlil Jan Weygel ze Spišské Nové Vsi v letech 1386–1390. Konečně poslední a největší „Půlzikmund“ z roku 1438 měří v průměru 1,8 m a váží asi 4,3 tuny.

### Interiér
Trojlodní cihlová bazilika s vysokým chórem a bez příční lodi je zaklenuta křížovou klenbou, v závěru hvězdovou. Vnitřek kostela je vyzdoben v 19. století, chórové lavice s baldachýny jsou z roku 1586. Mnohé z nástěnných maleb a obrazů vytvořil Jan Matejko, jeden z nejslavnějších polských malířů. Okna v presbytáři mají velmi cenné vitráže z let 1360–1400. Na opačné straně se nad kůrem nachází secesní vitráž od Stanislava Wyspiańského a Józefa Mehoffera.
Nejcennější část zařízení je 13 m vysoký a 11 m široký pozlacený a polychromovaný oltář Veita Stosse z roku 1489, jedno z nejslavnějších řezbářských děl pozdní gotiky. Umělec na něm pracoval více než 10 let. Obsahuje více než dvě stě postav, z nichž některé dosahují výšky  cca 2,7 metru. S otevřenými křídly zobrazuje radostné události ze života Panny Marie, při zavřených její bolesti. Oltář byl vytvořen z dubového dřeva, sochy jsou z dřeva lipového. Základ oltáře (predella) zdobí genealogický strom Krista  a Marie. Otevřená skříň se čtyřmi křídly zobrazuje tajemství Radosti Marie s velkou plastickou scénou Nanebevzetí Panny Marie obklopené apoštoly. Zavřený oltář má na dveřích vyřezáno dvanáct scén Bolesti Marie. Oltář se denně otvírá v 11:50 a zavírá v 18 hodin.